# Maili
Maili är en kuststad i Honolulu County, Hawaii, USA med cirka 5 943 invånare (2000). Den har enligt United States Census Bureau en area på totalt 5,3 km². 